# デニス・ニジェゴロドフ
デニス・ニジェゴロドフ (Denis Nizhegorodov、1980年7月26日 - )は、ロシアの陸上競技選手。50km競歩の前世界記録保持者で、2004年アテネオリンピックの50km競歩の銀メダリストである。2004年6月13日、ロシア競歩選手権にて50km競歩で世界記録となる3時間35分29秒をマークしたが、ドーピング検査の内、血液検査が大会自体で実施されていなかったため、後になって公認を取り消された。
2008年5月11日、ロシア・チェボクサルで開催された第23回ワールドカップ競歩男子50kmで改めて3時間34分14秒の世界記録をマーク。人類初の3時間35分の壁を打ち破った。この記録は2014年8月15日にヨアン・ディニズによって破られた。

## 自己ベスト
- 20km競歩　1時間18分20秒　（2001年）
- 50km競歩　3時間34分14秒　（2008年）

## 主な実績
| 年度 | 大会                 | 種目     | 場所                       | 結果 |
| ---- | -------------------- | -------- | -------------------------- | ---- |
| 2003 | 世界陸上選手権       | 50km競歩 | パリ（フランス）           | 5位  |
| 2004 | オリンピック         | 50km競歩 | アテネ（ギリシャ）         | 銀   |
| 2006 | ワールドカップ競歩   | 50km競歩 | ラ・コルーニャ（スペイン） | 金   |
| 2007 | 世界陸上選手権       | 50km競歩 | 大阪（日本）               | 4位  |
| 2008 | ワールドカップ競歩   | 50km競歩 | チェボクサル（ロシア）     | 金   |
| 2008 | オリンピック         | 50km競歩 | 北京（中国）               | 銅   |
| 2009 | ヨーロッパカップ競歩 | 50km競歩 | メス（フランス）           | 金   |